# 1381-es busz
Az 1381-es jelzésű autóbuszvonal Miskolc és Eger (Miskolc – Bükkábrány – Mezőkövesd – Eger) között húzódó regionális vonal, amelyet a MÁV Személyszállítási Zrt. üzemeltet.

## Útvonala
A miskolci autóbusz-állomásról indul. A 3-as főúton kezdi el útját Mezőkövesd felé a főúton a miskolctapolcai elágazáshoz. Hejőcsaba és Görömböly városrészeiből kitérést tesz Miskolc déli, 304-es főút menti ipari parkjához műszakváltás idejében, utána hagyja el a várost, párhuzamosan a Budapest–Sátoraljaújhely-vasútvonallal.
Első települése a Mályi-tóról híres Mályi, melyet másodikként Nyékládháza követ, itt ágazik le több, Tiszaújváros felé tartó busz is a 35-ös főúton. Aztán Emődön hajt keresztül a Bükkalja vidékén, majd Vatta községen, a Mátrai Erőműhöz közelítve az egyik bányájához közeli Bükkábrányt éri el. A főúttal párhuzamos Mezőnyárádot is útvonalára fűzi. A vonal 49. kilométerén a lassújárat az első nevesebb településre, a Matyóföld fővárosába, Mezőkövesdre hajt be. Letér a főútról, áthajt a belvárosán, a 2023 decemberében átadott autóbusz-állomást azonban nem érinti, a régi állomás helyén levő Mátyás király út megállóban szolgálja ki a belvárost. Innen északnyugati irányban folytatja útját Heves megye felé, keresztezi a 3-as fűutat, onnan a 253-as főúton tartózkodik, kisebb vízfolyásokon, többek között a Novaji- és az Ostoros-patakon áthaladva. Az Eger-patak közelében levő csomópontnál az Andornaktálya településen átvezető szakaszra kanyarodik, majd Eger Kistályai útján és termálfürdője felé közlekedik.
A hevesi megyeszékhelyen a belvárosi buszállomásán végállomásozik.

## Közlekedése
Indításai tanítási napokon történnek, a miskolci üzemegység autóbuszai végzik reggelente az egy szál járatot. Jelentős szerepet a Miskolc és Eger közötti 1380-as, és a Budapest és Miskolc közötti 1050-es gyorsjárati buszok játszanak, Miskolcról a páros órákban, Egerből a páratlan órákban a fővárosig, fordított esetben a kettő megyeszékhely között közlekednek a járatok. Az alábbi vonalon futó autóbusz az egri oktatási intézményekbe nyújt eljutást, útja során minden megállót érintve az előzőekkel ellentétben.
A két megyeszékhely ezen az útvonalon nagyjából 70 kilométerre van egymástól (a Bükkön át rövidebb, ezt az útvonalat az 1383-as busz szolgálja ki Bükkszentkereszten, Répáshután és Felsőtárkányon át).

### Törzsjárművei
- az SSM-643 rendszámú Credo Econell 12 autóbusz.

| Viszonylat                           | Indításszám | Közlekedési rend |
| ------------------------------------ | ----------- | ---------------- |
| Miskolc, aut. áll. ➝ Eger, aut. áll. | 1 oda       | tanítási napokon |

## Megállóhelyei
| 0  | Miskolc, autóbusz-állomás végállomás | 0.0 km  | 1, 1G, 3, 3A, 4, 7, 11, 12G, 20, 20A, 24, 28, 32, 34G, 35, 43, 44, 45, 101B, 900, 914, 935 1050, 1053, 1369, 1370, 1372, 1373, 1374, 1375, 1376, 1377, 1380, 1383, 1384, 1410, 1411 3700, 3701, 3702, 3703, 3704, 3705, 3706, 3707, 3708, 3709, 3710, 3711, 3712, 3714, 3715, 3716, 3717, 3718, 3719, 3720, 3721, 3722, 3723, 3724, 3726, 3727, 3728, 3729, 3730, 3731, 3733, 3734, 3735, 3736, 3737, 3738, 3739, 3740, 3741, 3742, 3743, 3744, 3745, 3746, 3747, 3748, 3749, 3750, 3751, 3752, 3753, 3754, 3755, 3757, 3760, 3761, 3764, 3765, 3766, 3767, 3770, 3772, 3773, 3774, 3775, 3776, 3777, 4019 |
| 1  | Miskolc, Vörösmarty út               | 1.0 km  | 3A, 14G, 21, 21G, 24, 32, 35, 45, 901, Auchan 1 1050, 1369, 1370, 1372, 1375, 1376, 1377, 1380 3738, 3739, 3740, 3741, 3742, 3743, 3744, 3745, 3746, 3747, 3748, 3749, 3750, 3751, 3752, 4019 |
| 2  | Miskolc, Lévay József út             | 1.8 km  | 4, 30, 31, 32, 35G, 45 1369, 1370, 1377 3738, 3739, 3740, 3741, 3742, 3743, 3744, 3745, 3746, 3747, 3748, 3749, 3750, 3751, 3752, 4019 |
| 3  | Miskolctapolcai elágazás             | 3.2 km  | 4, 14, 20, 24, 30, 32, 34, 36, 43, 44, 45, 900, 914, 935 1050, 1369, 1370, 1372, 1373, 1374, 1375, 1376, 1377, 1380, 1410, 1411 3738, 3739, 3740, 3741, 3742, 3743, 3744, 3745, 3746, 3747, 3748, 3749, 3750, 3751, 3752, 4019 |
| 4  | Miskolc (Hejőcsaba), gyógyszertár    | 4.3 km  | 4, 14, 43, 44, 45, 900, 914 1377 3738, 3739, 3740, 3741, 3742, 3743, 3744, 3745, 3746, 3747, 3748, 3749, 3750, 3751, 3752, 4019 |
| 5  | Miskolc (Hejőcsaba), cementgyár      | 5.0 km  | 4, 14, 43, 44, 45, 900, 914 1377 3738, 3739, 3740, 3741, 3742, 3743, 3744, 3745, 3746, 3747, 3748, 3749, 3750, 3751, 3752, 4019 |
| 6  | Miskolc, Görömböly bejárati út       | 5.8 km  | 4, 43, 44, 53 1377 3738, 3739, 3740, 3741, 3742, 3743, 3744, 3745, 3746, 3747, 3748, 3749, 3750, 3751, 3752, 4019 |
| 7  | Miskolc, harsányi útelágazás         | 6.5 km  | 4, 43, 44, 53 1050, 1369, 1372, 1375, 1376, 1377, 1380 3738, 3739, 3740, 3741, 3742, 3743, 3744, 3745, 3746, 3747, 3748, 3749, 3750, 3751, 3752, 4019 |
| 8  | Miskolc, Déli Ipari Park             | 8.6 km  | 43, 44, 45, 53 1377 3743, 3749, 3752, 4019 |
| 9  | Miskolc, harsányi útelágazás         | 10.1 km | 4, 43, 44, 53 1050, 1369, 1372, 1375, 1376, 1380 3738, 3739, 3740, 3741, 3742, 3743, 3744, 3745, 3746, 3747, 3748, 3749, 3750, 3751, 3752, 4019 |
| 10 | Miskolci állami gazdaság             | 12.5 km | 1377 3738, 3739, 3740, 3741, 3742, 3743, 3744, 3745, 3747, 3748, 3749, 3750, 4019 |
| 11 | Mályi, Agroker bejárati út           | 13.3 km | 1370, 1377 3739, 3740, 3741, 3742, 3743, 3744, 3745, 3747, 3748, 3749, 3750, 4019 |
| 12 | Mályi, téglagyár                     | 14.0 km | 1370, 1377 3739, 3740, 3741, 3742, 3743, 3744, 3745, 3747, 3748, 3749, 3750, 4019 |
| 13 | Mályi, bolt                          | 14.8 km | 1050, 1369, 1370, 1372, 1376, 1377, 1380, 1410 3739, 3740, 3741, 3742, 3743, 3744, 3745, 3747, 3748, 3749, 3750, 4019 |
| 14 | Mályi, lakótelep                     | 15.4 km | 1377 3738, 3739, 3740, 3741, 3742, 3743, 3744, 3745, 3747, 3748, 3749, 3750, 4019 |
| 15 | Nyékládháza, Szemere utca 53.        | 17.8 km | 1050, 1369, 1370, 1372, 1376, 1377, 1380, 1410 3745, 3747, 3748, 3749, 3750, 4019 |
| 16 | Nyékládháza, Pótkerék Csárda         | 19.6 km | 1377 3747, 3748, 3749, 3750, 4019 |
| 17 | Emőd, Adorjántanya bejárati út       | 22.2 km | 1377 3747, 3748, 3749, 3750, 4019 |
| 18 | Emőd, ABC áruház                     | 24.5 km | 1050, 1375, 1376, 1377, 1380 3747, 3748, 3749, 3750, 4019 |
| 19 | Emőd, Bagolyvár Csárda               | 25.7 km | 1050, 1375, 1376, 1377, 1380 3747, 3748, 3749, 3750, 4019 |
| 20 | Vatta, Kossuth utca 30.              | 30.2 km | 1050, 1375, 1376, 1377, 1380 3747, 3748, 3749, 3750, 4019 |
| 21 | Vatta, híd                           | 31.0 km | 1050, 1375, 1376, 1377, 1380 3747, 3748, 3749, 3750, 4019 |
| 22 | Bükkábrány, bolt                     | 36.9 km | 1050, 1375, 1376, 1377, 1380 3746, 3747, 3748, 3749, 4006, 4007, 4019, 4022 |
| 23 | Bükkábrány, Vörösmarty utca          | 37.6 km | 1377 3746, 3747, 3749, 4006, 4007, 4019, 4022 |
| 24 | Mezőnyárád, felső                    | 39.1 km | 1377 3746, 3747, 3749, 4006, 4007, 4019, 4022, 4026 |
| 25 | Mezőnyárád, posta                    | 39.7 km | 1050, 1377, 1380 3746, 3747, 3749, 4006, 4007, 4019, 4022, 4026 |
| 26 | Mezőnyárád, kultúrház                | 40.5 km | 1377 3746, 3747, 3749, 4006, 4007, 4019, 4022, 4026 |
| 27 | Mezőnyárád, temető                   | 41.1 km | 1050, 1377, 1380 3746, 3747, 3749, 4006, 4007, 4008, 4009, 4019, 4021, 4022, 4026, 4030 |
| 28 | Tardi elágazás                       | 44.1 km | 1377 3746, 3749, 4001, 4006, 4007, 4008, 4009, 4021, 4022, 4026, 4030 |
| 29 | Klementina bejárati út               | 45.4 km | 1377 3746, 3749, 4001, 4006, 4007, 4008, 4009, 4021, 4022, 4026, 4030 |
| 30 | Mezőkövesd, transzformátor állomás   | 48.0 km | 1377 3746, 3749, 4001, 4006, 4007, 4008, 4009, 4021, 4022, 4026, 4030 |
| 31 | Mezőkövesd, gimnázium                | 49.6 km | 1, 2, 2B, 3 1050, 1375, 1376, 1377, 1380 3416, 3746, 3749, 4001, 4006, 4007, 4008, 4009, 4013, 4017, 4018, 4019, 4021, 4022, 4023, 4026, 4030 |
| 32 | Mezőkövesd, Szent László tér         | 50.1 km | 1, 2, 2B, 3 1050, 1377, 1380 3416, 3746, 3749, 4001, 4006, 4007, 4008, 4009, 4013, 4017, 4018, 4019, 4021, 4022, 4023, 4026, 4030 |
| 33 | Mezőkövesd, Mátyás király út         | 50.5 km | 1, 2, 2B, 3 1050, 1375, 1376, 1377, 1380 3416, 3746, 3749, 4001, 4006, 4007, 4008, 4009, 4013, 4017, 4018, 4019, 4021, 4022, 4023, 4026, 4030 |
| 34 | Mezőkövesd, Váci Mihály utca         | 51.8 km | 1, 2 1050, 1344, 1380, 1426, 1427, 1447, 1448, 1468 3406, 3419, 4011, 4015, 4018, 4021, 4022, 4157 |
| 35 | Andornaktálya, szociális otthon      | 63.2 km | 1343, 1344, 1346, 1380, 1426, 1427, 1447, 1448, 1468 3405, 3414, 3423, 3424, 3426, 3431, 3435, 3436, 4014, 4015, 4018, 4021, 4157 |
| 36 | Andornaktálya, községháza            | 64.6 km | 1344, 1426, 1427 3405, 3414, 3423, 3424, 3426, 3431, 3435, 3436, 4014, 4015, 4018, 4021, 4157 |
| 37 | Andornaktálya, iskola                | 65.6 km | 1343, 1344, 1346, 1380, 1426, 1427, 1447, 1448, 1468 3405, 3414, 3423, 3424, 3426, 3431, 3435, 3436, 4014, 4015, 4018, 4021, 4157 |
| 38 | Eger, Kistályai út                   | 66.8 km | 4, 5 1344, 1380, 1426, 1427, 1447, 1448, 1468 3405, 3414, 3423, 3424, 3426, 3431, 3435, 3436, 4014, 4015, 4018, 4021, 4157 |
| 39 | Eger, Erzsébet-völgy                 | 67.6 km | 4, 5 1426, 1427 3405, 3424, 3426, 3431, 3435, 4014, 4015, 4018, 4021 |
| 40 | Eger, ZF Hungária Kft.               | 68.8 km | 4, 5 1343, 1344, 1346, 1380, 1426, 1427, 1447, 1448, 1468 3405, 3424, 3426, 3431, 3435, 4014, 4015, 4018, 4021, 4022 |
| 41 | Eger, Hadnagy utca                   | 70.2 km | 2, 2A, 3A, 4, 5, 5A, 6, 16, 914 1343, 1344, 1346, 1380, 1426, 1427, 1447, 1448, 1468 3405, 3406, 3419, 3420, 3424, 3426, 3431, 3435, 4014, 4015, 4018, 4021, 4022 |
| 42 | Eger, színház                        | 71.5 km | 2, 2A, 7, 7A, 11, 12, 14, 14E, 17, 112 1050, 1053, 1054, 1343, 1344, 1346, 1348, 1362, 1426, 1427, 1447, 1468, 1517 3402, 3408, 3410, 3411, 3414, 3419, 3420, 3423, 3424, 3426, 3430, 3431, 3433, 3434, 3435, 3436, 3440, 3441, 3442, 3443, 3444, 3445, 3448, 3667, 4011, 4014, 4015, 4018, 4021, 4022, 4157 |
| 43 | Eger, autóbusz-állomás végállomás    | 72.2 km | 2, 2A, 4, 5, 5A, 6, 7, 7A, 11, 12, 14, 14E, 16, 17, 112, 914 1049, 1050, 1051, 1053, 1054, 1343, 1344, 1346, 1347, 1348, 1349, 1351, 1352, 1362, 1383, 1426, 1427, 1447, 1448, 1466, 1468, 1517 3400, 3402, 3403, 3405, 3406, 3407, 3408, 3409, 3410, 3411, 3412, 3414, 3415, 3416, 3417, 3418, 3419, 3420, 3423, 3424, 3426, 3430, 3431, 3432, 3433, 3434, 3435, 3440, 3441, 3442, 3443, 3444, 3445, 3446, 3448, 3450, 3455, 3456, 3457, 3458, 3462, 3469, 3470, 3471, 3472, 3473, 3474, 3476, 3479, 3480, 3481, 3482, 3483, 3484, 3488, 3604, 3660, 3667, 4012, 4014, 4015, 4021, 4157                   |